# W. R. Burnett
William Riley Burnett (Springfield, Ohio, 25 de noviembre de 1899 - Santa Mónica, California, 25 de abril de 1982), escritor y guionista cinematográfico estadounidense, autor de novela negra.

## Biografía
Tras sus estudios de periodismo hizo pequeños trabajos y escribió cinco novelas que no encontraron editor. Partió entonces para Chicago, donde podía observar el mundo de los gánsteres y el tráfico ilegal durante la ley seca. Allí encontró inspiración para componer su primer éxito, Little Caesar (El pequeño César), que fue muy bien acogida y adaptada al cine con Edward G. Robinson en el papel estelar. Tras esto partió a Hollywood, donde trabajó como guionista y adaptador de más de 50 filmes (Scarface, por ejemplo) Continuó publicando novelas como La jungla de asfalto (The Asphalt Jungle) en 1949, primer tomo de una trilogía y también adaptada al cine. Está enterrado en el Forest Lawn Memorial Park Cemetery de Glendale, California.
Burnett trabajó con grandes actores y directores, incluyendo John Huston, John Ford, Howard Hawks, Nicholas Ray y Michael Cimino, y entre los actores sus textos fueron interpretados por Humphrey Bogart, Ida Lupino, Paul Muni, Frank Sinatra, Marilyn Monroe, Steve McQueen y Clint Eastwood. Recibió una nominación al Óscar de guion original por Wake Island (1942) y La gran evasión (1963). También se le deben guiones de televisión y radio.

## Obras
- Little Caesar (Lincoln McVeagh/Dial, 1929) [Traducción al español: El pequeño Cesar. Montaña Mágica. 1986. ISBN 958-16-0131-7.]
- The Silver Eagle (McVeagh/Dial, 1931)
- The Giant Swing (Harper. 1932)
- Iron Man (McVeagh/Dial, 1932)
- "Saint" Johnson (McVeagh/Dial, 1932)
- Dark Hazard (Harper, 1933)
- Goodbye to the Past: Scenes from the Life of William Meadows (Harper, 1934)
- The Goodhues of Sinking Creek (Harper, 1934)
- King Cole (Harper, 1936)
- The Dark Command: A Kansas Iliad (Knopf, 1938)
- El último refugio - High Sierra (Knopf, 1940)
- The Quick Brown Fox (Knopf, 1942)
- Nadie vive eternamente - Nobody Lives Forever (Knopf, 1943)
- Tomorrow's Another Day (Knopf, 1945)
- Romelle (Knopf, 1946)
- La jungla de asfalto - The Asphalt Jungle (Knopf, 1949)
- Stretch Dawson (Gold Medal, 1950)
- Little Men, Big World (Knopf, 1951)
- Vanity Row (Knopf, 1952)
- Muros de adobe y Hoguera de odios - Adobe Walls: A Novel of the Last Apache Rising (Knopf, 1953)
- Big Stan (Gold Medal, 1953) (bajo el pseudónimo de John Monahan)
- Orgullo de raza - Captain Lightfoot (Knopf, 1954)
- It's Always Four O'Clock (Random House, 1956) (bajo el pseudónimo de James Updyke)
- Pale Moon (Knopf, 1956)
- Acosado y perseguido - Underdog (Knopf, 1957)
- Bitter Ground (Knopf, (1958)
- Mi Amigo: A Novel of the Southwest (Knopf, 1959)
- Juego sucio - Conant (Popular Library, 1961)
- Alrededor del reloj en Volari´s Round the Clock at Volari's (Gold Medal, 1961)
- Los buscadores de oro - The Goldseekers (Doubleday, 1962)
- The Widow Barony (Macdonald, 1962)
- The Abilene Samson (Pocket Books, 1963)
- Tres sargentos (novelización del guion cinematográfico) Sergeants 3 (Pocket Books, 1963)
- The Roar of the Crowd: Conversations With an Ex-Big-Leaguer (C.N. Potter, 1964)
- The Winning of Mickey Free (Bantam Pathfinder, 1965)
- El hombre frío - The Cool Man (Gold Medal, 1968)
- Goodbye, Chicago: 1928, End of an Era (St. Martin's, 1981)

## Premios y distinciones
Premios Óscar
| Año  | Categoría            | Película    | Resultado |
| ---- | -------------------- | ----------- | --------- |
| 1943 | Mejor guion original | Wake Island | Nominado  |